# Бекетовская (станция)
Беке́товская — железнодорожная станция Волгоградского региона Приволжской железной дороги, расположенная в 17 км от станции Волгоград-I. Находится в Кировском районе города Волгограда.

## История
Строительство Тихорецкой ветви Владикавказской железной дороги и станции, проходило в 1890-е годы. Строительные работы велись быстро. Уже 15 декабря 1896 года на участке Великокняжеская — Ельшанка пошли рабочие поезда, с 15 октября 1897 года здесь открылось регулярное сообщение. Участок Ельшанка — Царицын был пущен 2 декабря 1897 года, а после постройки виадука через Царицу 1 июля 1899 года вся линия общей протяженностью 502 версты была официально признана построенной.
На расстоянии 10 вёрст от станции находились два крупных села. Волостной центр Отрада, бывшее имение знаменитого в XVIII веке дворянина Никиты Бекетова. По другую сторону балки реки Ельшанки (возможно сейчас это Капустная балка) была расположена украинская слобода Бекетовка.
До прокладки железной дороги около станции существовал всего один деревообрабатывающий завод. В 1910 году рядом со станции работало уже 9 предприятий. В следующем году их количество выросло до 14. По данным за 1915 год при станции работало уже 15 лесопильных заводов и 19 лесных складов.

## Инфраструктура

### Вокзал
Одноэтажное кирпичное здание построено в конце XIX — начале XX века (по некоторым данным в 1896 году).
Здание вокзала, как и служебные постройки и жилые дома при станции, является памятником архитектуры регионального значения.

### Водонапорные башни
От станции примерно на равном расстоянии находятся две водонапорные башни близнецы. Северная башня (48°35′17″ с. ш. 44°26′12″ в. д.) сохранилась хуже южной (48°34′36″ с. ш. 44°26′52″ в. д.) — у неё отсутствует резервуар для воды, но она в отличие от южной, является памятником архитектуры регионального значения.